# McLaren F1
A McLaren F1 sportautó a világ leggyorsabb közúti autója volt 12 éven át, mígnem a Koenigsegg CCR (2005. február 28-án), majd rá két hónapra a Bugatti Veyron prototípusa meg nem döntötte ezt a rekordot. Végsebessége 391 km/h (amelyet a motor 7400-as percenkénti fordulatra korlátozásának kiiktatásával értek el 1998. március 31-én).
A modellt a McLaren Automotive 1992-től 1998-ig gyártotta, alapára 1 millió és 1,2 millió dollár között mozgott. Az alapötlet 1988 szeptemberében született meg a Formula 1-es monzai futamot követően, Ron Dennis és Gordon Murray között a Milánó-Linatei repülőtér várótermében. A szupersportautó főként e két ember nevéhez fűződik, valamint Peter Stevenséhez, aki Murray-vel főszerepet vállalt a jármű elkészítésében. Azt a célt tűzték ki maguk elé, hogy megépítik a világ legjobb és leggyorsabb autóját — abszolút költségspórolás nélkül —, s mindent a súly függvényében terveznek meg (az F1-nek volt a világon az első teljesen szénszál-erősítésű karosszériája). Gordon Murray ragaszkodott hozzá, hogy a motor a megbízhatóság érdekében szívó erőforrást kapjon, s legelsőnek a Hondához fordult segítségért, ámde a cég nem tudott a megadott paramétereknek megfelelő motort készíteni. A végén a BMW Motorsport részlege vállalta el az autó motorjának megépítését, amely végül a kért műszaki jellemzőktől eltérően 14%-kal erősebb és 16 kg-mal nehezebb lett. Egy olyan, száraz karteres olajkenésű erőforrást alkottak, amely rendkívül erős lett — és egyedi. Mi sem bizonyítja ezt jobban, mint hogy a motorteret hőtükör gyanánt aranyfóliával szigetelték, ami nyilvánvalóan nagyon ritka. A jármű különlegessége még a három férőhelyes utaskabin, amelyben a sofőr elöl középen ül, az utasok pedig hátrébb, kétoldalt.
Az F1-ből 1998 végéig összesen 106 db-ot készítettek — amelyekből a legtöbb utcai kiadás, de voltak módosított (F1 LM) és verseny- (F1 GTR) változatok is. A GTR versenyváltozat nem mellesleg dupla győzelmet aratott az 1995-ös Le Mans-on, ezzel mutatva az autó rendkívüli képességeit. Napjainkban a McLaren F1 a luxusautó-árveréseken a legdrágább/legtöbbet érő darabnak számít — ára akár a 8-10-szeresét is meghaladhatja az eredetiének.
Rowan Atkinson színész 2011 augusztusában Peterborough-nál törte össze büszkeségének tartott sportkocsiját. A balesetben megsérült McLaren F1 típusú utcai sportkocsijának javításáért a brit biztosítótársaság 910 ezer fontot, mintegy 320 millió forintot fizetett ki.